# مضيف (علم النفس)

في علم النفس والصحة النفسية، المضيف هو الشخصية الأساسية، كونه في شخص لديه اضطراب الشخصية الانفصامية. الشخصيات أخرى، إلى جانب المضيف، معروفون بتغير الشخصيات، الأدب يشير في بعض الأحيان إلى جمع جميع الشخصيات المختلفة كالمضيف، ولكن يشار إليه بشكل أكثر شيوعا باسم النظام. المضيف قد يكون أو لا يكون الشخصية الأصلية، وهي الشخصية التي يولد معها الشخص. بالإضافة إلى ذلك، قد يكون المضيف أو لا يكون الشخصية التي تتطابق مع الاسم القانوني الرسمي للشخص. وكثيرا ما يعتقد أن هذا هو السبب الجذري لنفسية الشخص، أو على الأقل شخصية رئيسية لاستكمال العلاج، سواء كان أو لم يكن دامج للمضيف وللتغيير كهدف.
هناك حجج مفادها أن الشخص يمكن أن يكون له مضيفين متعددين. وهناك أيضا إمكانية وجود مضيف واحد، وعدد قليل من التغييرات الأخرى التي تستغرق وقتا أطول بكثير من غيرها من التغييرات. وتسمى هذه «الجبهة»، لأنها غالبا ما تكون في مقدمة العقل.

## انتشار
في بعض أشكال خفيفة جدا من اضطراب الشخصية الانفصامية، المضيف يمكن أن يكون موجود لفترات طويلة من الزمن، تصل إلى سنوات تمنع فيها التغيير ليأخذ الجبهة. في هذه الحالات، المضيف يكون مرن جدا للضغط وغيرها من العوامل التي غالبا ما تسبب تحول.
في الحالات الشديدة، كثيرا ما يكون هناك مرات كثيرة من التحول ولا ينفق الشخص الكثير من الوقت في أي حالة، بما في ذلك المضيف. في الحالات التي يكون فيها المضيف غالبا موجود، هناك عدد قليل من المسببات التي يمكن أن تجعل المضيف يتراجع. يمكن للإجهاد أن يتسبب في كثير من الأحيان في التغيرات ليصبح الشخصية الموجودة، حيث أن التغيرات غالبا ما تتشكل للتعامل مع التجارب المؤلمة. في الناس الذين هم أكثر وعيا من مضيفهم وتغيراتهم، المضيف قد يختار التراجع وإفساح المجال لشخصية أكثر كفاءة. على سبيل المثال، قد تسمح شخصية مضيفة لشخصية أكثر مسؤولية علي تولي الليلة قبل امتحان رئيسي، أو أثناء إجراء الامتحان.

## العلاج
المضيف في كثير من الأحيان يكون الشخصية التي تسعى للعلاج. ولذلك، فإن المعالجين النفسيين غالبا ما يتعاملون أساسا مع شخصية المضيف. جزء من العملية العلاجية لإضطراب الشخصية الانفصامية ينطوي على مساعدة المضيف للتعرف على تغيراته وتصبح على علم عندما تكون التغييرات موجودة. في بعض الحالات، المضيف لا يدرك أي تغيير أو حتى أن لديه اضطراب الشخصية الانفصامية. في حالات أخرى، المضيف يكون مدرك بحالته، ولكنه قد لا يكون على بينة من ما هي التغيرات أو ما يفعلونه في تلك الحالات. هناك حالات أخرى حيث يكون المضيف يريد العلاج. ومع ذلك، واحد أو أكثر من التغيرات لا يريد العلاج ويمكنه المحاولة لإنهاء العملية العلاجية. في حين أن المضيف على بينة من جسد الشخص، بينما التغييرات ليست دائما على علم بأنهم يشتركون في نفس الجسج، والتي يمكن أن تؤدي إلى الاعتقاد بأن الانتحار لن يكون له أي تأثير على المضيف.

## مسح الدماغ
يمكن استخدام الفحوص الدماغية للتمييز بين المضيف والتغيرات الشخصية. المضيف غالبا ما يظهر ترابط ومسح كهربائي للدماغ أعلى من التغيرات الشخصية. ويوفر هذا الاختلاف دليلا موضوعيا على وجود نشاط عصبي مختلف بين المضيف والتغيرات الشخصيات. كانت هناك أدلة مسح الدماغ لإظهار أن الذكريات المجهدة أو الصادمة غالبا ما تكون أكثر حضورا في الشخصيات المتغيرة أكثر من المضيف.

## الأثر القانوني
هناك وجهات نظر مختلطة حول كيفية التعامل مع الأشخاص المصابين باضطراب الشخصية الانفصامية في الحالات القانونية. وقد قدمت حجج مفادها أن كل تغيير ينبغي أن يعامل كشخص مستقل. ووردت حجج أخرى مفادها أن الشخص لا ينبغي أن يكون مسؤولا إلا إذا كانت الشخصية المضيفة التي ارتكبت الجريمة. وبما أن المضيف قد لا يستخدم الاسم الرسمي للشخص، يمكن أن تكون هناك نزاعات حول الهويات المسؤولة عن الظهور.